# Rolf Mellde

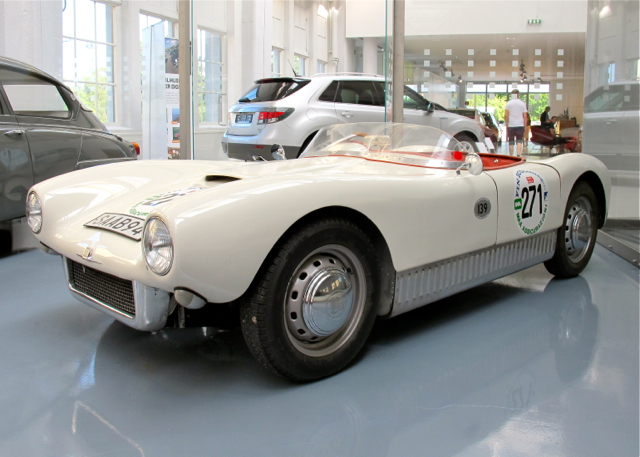
Saab Sonett ritades av Mellde.

Rolf Mellde, född 1922, död 22 mars 2009, var en svensk ingenjör. Han var mångårig medarbetare på Saab och senare Volvo.
Mellde tog sin ingenjörsexamen vid Stockholms Tekniska Institut och var med under Saabs första år som biltillverkare. Han var tillsammans med Gunnar Ljungström en av de som ledde arbetet med Saabs bilutveckling, där Mellde framförallt arbetade med motorutveckling. Han tävlingskörde även bilarna under Saabs tidiga år, delvis på grund av att Saab saknade testbana och därför behövde hitta andra metoder för att testa bilarna och vann ett par Midnattssolsrallyn under femtiotalet, 1952 och 1958 i sin klass. Under 1950-talet var Mellde drivande bakom utvecklingen av Saab Sonett I, han började på egen hand skissa på projektet hösten 1955 med avsikt att ta fram en liten lätt tävlingsvagn. I början av 1970-talet började Mellde arbeta för Volvo.
År 1994 blev Mellde promoverad till hedersdoktor vid Chalmers tekniska högskola.